# Dörsdorf
Dörsdorf ist eine Ortsgemeinde im Rhein-Lahn-Kreis in Rheinland-Pfalz. Sie gehört der Verbandsgemeinde Aar-Einrich an.

## Geographie
Der Ort liegt etwa vier Kilometer südöstlich von Katzenelnbogen. Durch den Ort fließt der Dörsbach.
Zu Dörsdorf gehört auch der Wohnplatz Weidgesmühle.
Nachbarorte von Dörsdorf sind die Ortsgemeinde Berghausen im Noden, die bereits zu Hessen gehörende Gemeinde Aarbergen mit ihren Ortsteilen Rückershausen und Hausen über Aar im Nordosten, die Ortsgemeinde Eisighofen im Südosten, die ebenfalls schon zu Hessen gehörende Gemeinde Heidenrod mit ihrem Ortsteil Laufenselden im Süden sowie die Ortsgemeinde Berndroth im Westen.

## Geschichte
Bis 1479 war der Ort im Besitz der Grafen von Katzenelnbogen. Er gelangte dann durch einen Tausch an Eberhard von Eppstein-Königstein. Seit 1816 gehörte der Ort zum Herzogtum Nassau und zum Amt Nastätten, ab 1866 zum Königreich Preußen, als das Herzogtum infolge des Deutschen Krieges von Preußen annektiert wurde. Dörsdorf wurde dem Unterlahnkreis im Regierungsbezirk Wiesbaden der preußischen Provinz Hessen-Nassau zugeordnet.
Nach dem Zweiten Weltkrieg der französischen Besatzungszone zugewiesen, ist Dörsdorf seit 1946 Teil des damals neu gebildeten Landes Rheinland-Pfalz und bis Ende 1999 des Regierungsbezirks Montabaur. 1972 kam es im Zuge der rheinland-pfälzischen „Funktional- und Gebietsreform“ zur Bildung der Verbandsgemeinde Katzenelnbogen, der die Ortsgemeinde Dörsdorf bis 2019 angehörte und die dann in der Verbandsgemeinde Aar-Einrich aufging.
Bevölkerungsentwicklung
Die Entwicklung der Einwohnerzahl von Dörsdorf, die Werte von 1871 bis 1987 beruhen auf Volkszählungen:
| Jahr | Einwohner |
| ---- | --------- |
| 1815 | 188       |
| 1835 | 255       |
| 1871 | 284       |
| 1905 | 301       |
| 1939 | 254       |
| 1950 | 326       |
| 1961 | 290       |

| Jahr | Einwohner |
| ---- | --------- |
| 1970 | 318       |
| 1987 | 328       |
| 1997 | 414       |
| 2005 | 429       |
| 2011 | 431       |
| 2017 | 425       |
| 2024 | 419       |

## Politik

### Gemeinderat
Der Gemeinderat in Dörsdorf besteht aus acht Ratsmitgliedern, die bei der Kommunalwahl am 9. Juni 2024 in einer Mehrheitswahl gewählt wurden, und dem ehrenamtlichen Ortsbürgermeister als Vorsitzendem.

### Bürgermeister
Ortsbürgermeister von Dörsdorf ist Marcus Bär. Bei der Direktwahl am 26. Mai 2019 war kein Bewerber angetreten. Bär wurde durch den Gemeinderat bei dessen konstituierender Sitzung gewählt und ist damit Nachfolger von Bernd Weber. Bei der Direktwahl am 9. Juni 2024 wurde er als einziger Bewerber mit einem Stimmenanteil von 86,9 % für weitere fünf Jahre in seinem Amt bestätigt.

## Kultur und Sehenswürdigkeiten

### Bauwerke
In der Denkmalliste des Landes Rheinland-Pfalz (Stand: 2024) werden folgende Kulturdenkmäler genannt:
- Evangelische Pfarrkirche in der Schulstraße, ein vermutlich 1748 entstandener Saalbau, sowie die Gesamtanlage mit Pfarrhaus und Wirtschaftsgebäude
- Villenartiges Wohnhaus mit Nebengebäuden, Anfang 20. Jahrhundert

Siehe auch: Liste der Kulturdenkmäler in Dörsdorf

### Regelmäßige Veranstaltungen
Die Bornkerb findet jährlich im Juli statt, allerdings wechselnd zwischen den Ortsgemeinden Berghausen, Dörsdorf und Eisighofen.

## Wirtschaft und Infrastruktur

### Öffentliche Einrichtungen
In Dörsdorf gibt es die Kindertagesstätte „MäuseBärenLand“.

### Verkehr
Berghausen liegt an der Landesstraße 322 (im Ort Hauptstraße). Im Dorf zweigt die Kreisstraße 57 (Schulstraße) zur Landesgrenze ab, die ab dort als K 530 nach Rückershausen führt.

## Mit Dörsdorf verbundene Persönlichkeiten
- Heinrich Stricker (1819–1886), Mühlenbesitzer und Landtagsabgeordneter
- Hans Tesch (1918–1980), Lehrer und Schriftsteller, wirkte in Dörsdorf als Volksschullehrer und Organist